# チョン・ジユン

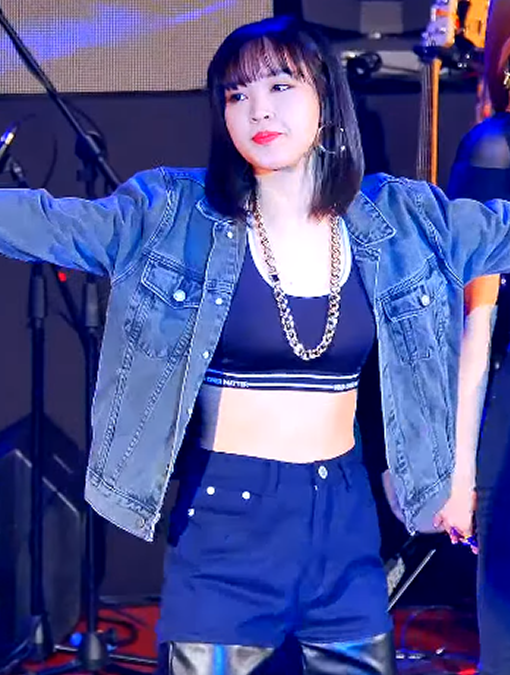
チョン・ジウン (2015年)

チョン・ジユン（田祉潤、전지윤、Jeon Ji-yun、1990年10月15日 - ）は、韓国の歌手、ラッパー、女優。4minuteの元メンバー。水原市出身。

## 概略
2009年、4minuteのメンバーとしてデビュー。2011年6月にKBS「不朽の名曲2」にソン・ジウンに代わって日本でのプロモーション活動に参加した。番組プロデューサーはジユンに対して「4minuteのメインボーカル・ガユンよりも彼女のボーカルの方が魅力的だと感じた」と語った。2013年にガユンとサブグループ「2Yoon」を結成し、同年1月17日にEP「Harvest Moon」をリリースしてデビューした。
2014年9月、ウェブドラマ「Dreaming CEO」で女優デビューを果たした。2016年6月13日、所属事務所のCUBEエンターテインメントは4Minuteの解散を発表し、ヒョナを除くメンバーは契約を同年6月15日に満了し、契約を更新しないことを決定する。その後、ジユンは同年8月8日、JS E&Mと専属契約を結んだ。同年11月2日、芸名を「ジェニエ」としてシングル「Day and Night」をリリースし、ソロデビューした。2017年3月23日にはサミュエル・セオとのコラボレーションシングル「Cliché」をリリース。

## ディスコグラフィー

### EP
- The moment I loved（2019年）

### シングル
- Day and Night (낮 and 밤) （2016年）
- Bad（2020年）

### サウンドトラック参加
- MBC My Princess OST「Oasis (오아시스)」（2011年）
- My Love By My Side OST「Between Love and Friendship" (사랑과 우정사이)」（2012年）
- Love For Ten - Generation of Youth OST「Only You」（2013年）
- Unpretty Rapstar 2「This Ain't Me (바꾸지 마)」（2015年）
- The Guardians OST「AMEN」、「Taken」（2017年）
- King of Mask Singer OST Part. 131「Beautiful Goodbye (아름다운 이별)」（2017年）
- Hanging On! OST「Don't lose your mind (놓지마 정신줄)」（2020年）

### コラボレーション
- Look at Me「Look at Me (나만 봐)」（2009年）
- H-Logic「Bring It Back」（2010年）
- Bubble Pop!「Downtown」（2012年）
- Solbi Is An Ottogi (솔비는 오뚜기)「Ottogi" (오뚜기)」
- 4Minute World「I'll Tell You (알려 줄게)」
- SBS Hallyu Dream Concert 2014「Moonlight Silla (Rock Ver.)」（2014年）

## 出演

### 映画
- 出発の時（2015年）

### ウェブドラマ
- Dreaming CEO（2014年）

### テレビ番組
- 不朽の名曲 2（2011年、KBS2）
- アンプリティ ラップスター 2（2015年、Mnet）
- キング・オブ・マスク・シンガー（2017年、MBC）

### ミュージカル
- 私のラヴ・バイ・マイ・サイド（2012年 - 2013年）